# 林德生
林德生（1929年12月24日—2018年12月29日）是臺灣男子田徑運動員，多次拿下臺灣省運動會獎牌，曾參加1956年夏季奧林匹克運動會跳遠項目。林德生的胞弟朱利隆也是名選手，曾拿下過鐵餅及十項運動金牌，因年幼時給人當養子而改姓，林德生的長子林清光，也是跳遠好手。

## 生平
林德生出生於1929年，曾是高雄水產學校田徑隊的一員。他18歲時便代表花蓮縣出賽第三屆台灣省運動會，直到1953年第八屆省運首度獲得亞軍，出戰1954年第三屆亞洲運動會則獲得第三名。